# (7506) Lub
(7506) Lub (4837 P-L) – planetoida z pasa głównego asteroid okrążająca Słońce w ciągu 5,75 lat w średniej odległości 3,21 j.a. Odkryta 24 września 1960 roku.